# Церква Великої Богоматері
Це́рква Вели́кої Богома́тері (лат. Praecelsae dei Matris; італ. Chiesa della Gran Madre di Dio) — католицький храм у Римі, Італія. Закладена 1931 року папою Пієм XI з нагоди 1500-річчя Ефеського собору, який затвердив марійні догмати. Названа на честь Богоматері, Діви Марії. Збудована протягом 1931–1933 років за проєктом архітектора Чезаре Баззані у стилі неокласицизму. Титулярна церква (з 1965).

## Кардинали
- 25 травня 1985 — 13 липня 2006: Анхель Сукія-Гойкоечеа, архієпископ Мадридський.